# 104 Klymene
A 104 Klymene a Naprendszer kisbolygóövében található aszteroida. James Craig Watson fedezte fel 1868. szeptember 13-án.